# Cheluridae
Cheluridae es una familia de anfípodos.

## Géneros
- Chelura Phillippi, 1839
- Nippochelura Barnard, 1959
- Tropichelura Barnard, 1959